# آرامگاه ایوب انصاری
بقعه ایوب انصاری مربوط به سدهٔ ۹ ه.ق است این بقعه جزو زیباترین مقابر مذهبی منطقه آذربایجان به حساب می‌آید بنای مذکور از تناسبات بسیار زیبایی برخوردار است که احتمال می‌رود ۵۰ سال بعد از فوت این عالم و فقیه این بنا را به پاس داشت وی می‌سازند و در ۱۳ کیلومتری جنوب تکاب در روستای دورباش واقع شده و این اثر در تاریخ ۱۷ خرداد ۱۳۳۵ با شمارهٔ ثبت ۱۲۴۴ به‌عنوان یکی از آثار ملی ایران به ثبت رسیده‌است.

## متولّیان
آنچه که از اسناد مربوط به این بقعه بر می‌آید، متولّیان موقوفات از اعقاب خود ایّوب انصاری بوده‌اند، و وظیفهٔ آن‌ها حفظ و حراست بقعه و برداشت محصول از اراضی وابسته و نیز محاسبهٔ مخارج بوده‌است.
متولّیان در مواقع ضروری قسمتی از عایدی موقوفات را صرف اطعام صادرین و واردین می‌کردند. با این حال هیچگاه از ظلم و ستم غارتگران در امان نبوده‌اند، و حتی غارتگران آن‌ها را بارها کتک زده‌اند و اموال‌شان را به یغما برده‌اند. در سال ۱۱۰۶ ه.ق، چند تن از آن‌ها به نام‌های شیخ علی، شیخ جمال و شیخ سعدی متولی، از فشار ظلم و تعدی به نواحی اصفهان متواری شده‌اند. در همین سال یکی از وابستگان خودشان به نام ملک زکریا که زمانی حکومت ساروقورخان را داشته‌است، چشم طمع به اراضی موقوفه دوخته، و حتی در یک مورد شیخ سعدی متولی را کتک زده است.
متولیان که با خلوص نیّت به انجام کار خود مشغول بوده‌اند، بارها از دست اینگونه افراد به مرکز حکومت شکایت برده‌اند، ولی هیچگاه موفق به احقاق حق نگشته‌اند. از سال ۱۱۱۶ ه‍.ق به این طرف، هیچ سندی در باب وقفیّت مزار و تولیّت آن برجای نمانده‌است، و تنها سند این دوره مربوط به سال ۱۲۴۱ ه‍.ق است، و با توجه به محتوای آن، متولّیان بقعه در این عصر به نام‌های شیخ حسین، عبدالغفّار، شیخ فرج، کربلایی رضا و شیخ عبدالحسین بوده‌اند.
در کتاب تاریخ تکاب افشار در توضیح متولیان بنای ایوب انصاری این چنین می‌نویسد:
«یکی از افراد وابسته به این خاندان اظهار داشته‌است که جد بزرگ او در زمان قاجاریه با اسناد و احکام جهت عرض و دادگاهی عازم مرکز حکومت می‌شود، ولی در حوالی سلطانیه امروز بر اثر ابتلاء به بیماری درگذشت و اسناد مزبور نیز همان‌جا از بین می‌رود.»
آن بقعه که روزگاری صدها نفر از اطراف و اکناف شهرستان ساروقورخان قدیم به زیارتش می‌رفتند، و چند صباحی از طعام آن برخوردار می‌شدند، به صورت بنایی متروک در بالای کوهی مرتفع همچنان ساکت و آرام برجای مانده است، و گهگاه چند از معتقدان سلطان ایّوب با سفره‌ای نان شبی را در جوار مزار متروک به صبح می‌رسانند.
یداللّه‌خان افشار که اهل روستای اغولبیک (یکی از قدیمی‌ترین روستاهای شهرستان تکاب) است در متنی به قرار اطلاع و به قول میرزا یوسف انصاری، جد بزرگ انصاری‌های اغولبیگ در بالای آن کوه مدفون است.